# Дискография Канье Уэста
Канье Уэст — американский рэпер, певец и музыкальный продюсер обладатель 21 премии Грэмми. На его счету 7 студийных альбомов, 2 DVD, и 28 синглов, выпущенных под лейблом Def Jam Recordings. По всему миру было продано более 40 000 000 копий его дисков.
Дебютный альбом Канье, The College Dropout, был выпущен в феврале 2004 года. 4 трека с этого альбома Уэст спродюсировал сам. Мировые продажа диска составили порядка 4 000 000 копий, в США альбом дебютировал на 2 месте национального альбомного чарта с продажами 441 000 копий в первую неделю и позже получил трижды платиновый статус. В 2005 году Уэст был номинирован на 5 приемий Грэмми, дебютный альбом получил Грэмми в категории «Лучший рэп альбом», а композиция Jesus Walks стала «Лучшей рэп песней».
Вторым альбомом стал Late Registration, который в первую же неделю в США разошёлся тиражом в 860 000, что позволило ему стать № 1. Этот результат стал, своего рода, рекордом среди артистов лейбла Def Jam. Альбом получил восторженные отзывы критиков и почти все авторитетные издания США поставили высший балл диску. Как сольный артист, Уэст получает в 2006 году 4 номинации на Грэмми и 3 награды достаются ему, среди которых «Лучшая рэп песня» за «Diamonds from Sierra Leone», «Лучшее сольное рэп исполнение» за «Gold Digger» и «Лучший рэп альбом».
В сентябре 2007 года выходит Graduation, третий студийный альбом. В США в первую неделю было продано 957 000 копий диска и таким образом рекорд предыдущего альбома был побит. Альбом был коммерчески менее успешным, чем два предыдущих, что однако не помешало Канье Уэсту выиграть ещё 3 премии Грэмми в 2008 году в привычных для себя номинациях «Лучшая рэп песня», «Лучшее сольное исполнение» и «Лучший рэп альбом».
Спустя чуть более года, 24 ноября 2008, вышел четвёртый студийный альбом 808s & Heartbreak. Он стал третьим альбомом № 1 в США для Уэста и в целом был незаметным, за исключением хит-сингла Love Lockdown. Мировые продажи составили порядка 1 800 000 копий. Пятый студийный альбом был выпущен 22 ноября 2010 года и получил название My Beautiful Dark Twisted Fantasy. Третий сингл альбома, Runaway был посвящён инциденту, который произошёл на церемонии MTV VMA 2009 года, во время которой Канье поднялся на сцену и выхватил микрофон у победительницы Тейлор Свифт, заявив что награду следует отдать Бейонсе, так как (по его мнению) её видео лучше. На данный момент мировые продажи альбома составляют порядка 2 млн копий, а журнал Rolling Stone назвал диск лучшим в 2010 году.
На 2011 год запланирован релиз совместного с Jay-Z альбома «Watch The Throne». Запись альбома началась с августа 2010 года, как часть «Good Fridays» (задумка Канье выпускать новую песню каждую пятницу с августа до Рождества). 6 января на своей странице в Twitter Канье анонсировал первый сингл нового альбома, этим синглом стала песня «H.A.M», релиз которого состоялся пятью днями позже.
По состоянию на 10 февраля 2024, было выпущено 10 сольных альбомов, 3 совместных и ожидается выход ещё 2 совместных альбомов в течение года.

## Альбомы
| Год  | Название                                                                           | Позиции в чартах | Позиции в чартах | Позиции в чартах | Позиции в чартах | Позиции в чартах | Позиции в чартах | Позиции в чартах | Продажи                           | Сертификации |
| Год  | Название                                                                           | USA              | UK               | GER              | FRA              | CAN              | AUS              | SWE              | Продажи                           | Сертификации |
| ---- | ---------------------------------------------------------------------------------- | ---------------- | ---------------- | ---------------- | ---------------- | ---------------- | ---------------- | ---------------- | --------------------------------- | --- |
| 2004 | The College Dropout - Первый студийный альбом - Релиз: 10 февраля 2004             | 2                | 12               | 77               | 98               | —                | —                | 39               | - Общие 4 000 000 - США 3 135 000 | - ARIA: золотой диск - BPI: 2× платиновый диск - CRIA: платиновый диск - RIAA: 3× платиновый диск - RIANZ: золотой диск       |
| 2005 | Late Registration - Второй студийный альбом - Релиз: 30 августа 2005               | 1                | 2                | 14               | 36               | 1                | 14               | 11               | - США 3 100 000                   | - ARIA: платиновый диск - BPI: 2× платиновый диск - CRIA: 2× платиновый диск - RIAA: 3× платиновый диск - RIANZ: золотой диск |
| 2007 | Graduation - Третий студийный альбом - Релиз: 11 сентября 2007                     | 1                | 1                | 10               | 9                | 1                | 2                | 6                | - США 2 166 000                   | - ARIA: золотой диск - BPI: платиновый диск - CRIA: 2× платиновый диск - RIAA: 2× платиновый диск - RIANZ: золотой диск       |
| 2008 | 808s & Heartbreak - Четвертый студийный альбом - Релиз: 24 ноября 2008             | 1                | 11               | 30               | 52               | 4                | 12               | —                | - США 1 630 000                   | - ARIA: золотой диск - BPI: золотой диск - CRIA: 2× платиновый диск - RIAA: платиновый диск - RIANZ: золотой диск             |
| 2010 | My Beautiful Dark Twisted Fantasy - Пятый студийный альбом - Релиз: 22 ноября 2010 | 1                | 16               | 19               | —                | 1                | 6                | 19               | - США 1 212 000                   | - BPI: серебряный диск - ARIA: платиновый диск - IFPI: золотой диск - CRIA: 2× платиновый диск - RIAA: платиновый диск        |
| 2013 | Yeezus - Шестой студийный альбом - Релиз: 18 июня 2013                             | 1                | 1                | 15               | —                | 1                | 1                | —                | - США 636 000+                    | - ARIA: золотой диск - BPI: серебряный диск - RIAA: платиновый диск                                                           |
| 2016 | The Life of Pablo - Седьмой студийный альбом - Релиз: 14 февраля 2016              | 1                | 30               | —                | —                | 6                | —                | —                |                                   | - RIAA: платиновый диск - BPI: серебряный диск                                                                                |
| 2018 | Ye - Восьмой студийный альбом - Релиз: 1 июня 2018                                 | 1                | 2                | 25               | —                | 1                | 1                | —                | - США 85,000                      | - RIAA: платиновый диск - BPI: серебряный диск                                                                                |
| 2019 | JESUS IS KING - Девятый студийный альбом Релиз: 25 октября 2019                    | 1                | 1                | 19               | 16               | 1                | 1                | 2                |                                   | |
| 2021 | Donda - Десятый студийный альбом Релиз: 29 августа 2021                            | 1                | 1                | 4                | —                | 1                | 1                | 2                |                                   | - RIAA: золотой диск - BPI: серебряный диск                                                                                   |
| 2025 | Bully - Одиннацадцатый студийный альбом Релиз: апрель 2025                         | -                | -                | -                | -                | -                | -                | -                | -                                 | - |

Совместные альбомы
| Год  | Название                                                                               | Позиции в чартах | Позиции в чартах | Позиции в чартах | Позиции в чартах | Позиции в чартах | Позиции в чартах | Позиции в чартах | Продажи                            | Сертификации                                                                                   |
| Год  | Название                                                                               | USA              | UK               | GER              | FRA              | CAN              | AUS              | SWE              | Продажи                            | Сертификации                                                                                   |
| ---- | -------------------------------------------------------------------------------------- | ---------------- | ---------------- | ---------------- | ---------------- | ---------------- | ---------------- | ---------------- | ---------------------------------- | ---------------------------------------------------------------------------------------------- |
| 2011 | Watch the Throne - Совместно с Jay-Z - Релиз: 8 августа 2011                           | 1                | 3                | 2                | 10               | 1                | 2                | 27               | - Общие 2 000 000+ - США 1 316 000 | - ARIA: платиновый диск - BPI: платиновый диск - CRIA: платиновый диск - RIAA: платиновый диск |
| 2018 | Kids See Ghosts - Совместно с Kid Cudi в составе Kids See Ghosts) - Релиз: 8 июня 2018 | 2                | 7                | 33               | 10               | 3                | 4                | 13               | - США 101 000                      |                                                                                                |
| 2024 | Vultures 1 - Совместно с Ty Dolla Sign, как супердуэт ¥$ - Релиз: 10 февраля 2024      | —                | —                | —                | —                | —                | —                | —                |                                    |                                                                                                |
| 2024 | Vultures 2 - Совместно с Ty Dolla Sign, как супердуэт ¥$ - Релиз: 3 августа 2024       | РЕЛИЗ СОСТОЯЛСЯ  | РЕЛИЗ СОСТОЯЛСЯ  | РЕЛИЗ СОСТОЯЛСЯ  | РЕЛИЗ СОСТОЯЛСЯ  | РЕЛИЗ СОСТОЯЛСЯ  | РЕЛИЗ СОСТОЯЛСЯ  | РЕЛИЗ СОСТОЯЛСЯ  | РЕЛИЗ СОСТОЯЛСЯ                    | РЕЛИЗ СОСТОЯЛСЯ                                                                                |

## Синглы

### Как основной артист
| Название                                                                    | Год  | Позиции в чартах | Позиции в чартах | Позиции в чартах | Позиции в чартах | Позиции в чартах | Позиции в чартах | Позиции в чартах | Позиции в чартах | Позиции в чартах | Позиции в чартах | Сертификации                                                          | Альбом                            |
| Название                                                                    | Год  | US               | US R&B           | US Rap           | AUS              | CAN              | GER              | IRL              | NLD              | SWI              | UK               | Сертификации                                                          | Альбом                            |
| --------------------------------------------------------------------------- | ---- | ---------------- | ---------------- | ---------------- | ---------------- | ---------------- | ---------------- | ---------------- | ---------------- | ---------------- | ---------------- | --------------------------------------------------------------------- | --------------------------------- |
| «Through the Wire»                                                          | 2003 | 15               | 8                | 4                | 81               | —                | 61               | 24               | 25               | 48               | 9                | - RIAA: Золотой                                                       | The College Dropout               |
| «All Falls Down» (при участии Syleena Johnson)                              | 2004 | 7                | 4                | 2                | —                | —                | 72               | 23               | 85               | —                | 10               | - RIAA: Золотой                                                       | The College Dropout               |
| «Jesus Walks»                                                               | 2004 | 11               | 2                | 3                | 37               | —                | —                | 18               | —                | —                | 16               | - RIAA: Золотой                                                       | The College Dropout               |
| «The New Workout Plan»                                                      | 2004 | —                | 59               | —                | —                | —                | —                | —                | —                | —                | —                |                                                                       | The College Dropout               |
| «Diamonds from Sierra Leone»                                                | 2005 | 43               | 21               | 11               | 52               | —                | 67               | 19               | 56               | 52               | 8                | - RIAA: Золотой                                                       | Late Registration                 |
| «Gold Digger» (при участии Jamie Foxx)                                      | 2005 | 1                | 1                | 1                | 1                | 5                | 35               | 3                | 22               | 52               | 2                | - RIAA: 5× Платиновый - ARIA: Платиновый - BPI: Золотой               | Late Registration                 |
| «Heard 'Em Say» (при участии Adam Levine)                                   | 2005 | 26               | 17               | 12               | 27               | —                | 95               | 23               | 67               | —                | 22               | - RIAA: Золотой                                                       | Late Registration                 |
| «Touch the Sky» (при участии Lupe Fiasco)                                   | 2006 | 42               | 23               | 10               | 10               | —                | 97               | 14               | 64               | —                | 6                | - RIAA: Золотой - BPI: Серебряный                                     | Late Registration                 |
| «Impossible» (при участии Twista, Keyshia Cole and BJ)                      | 2006 | —                | 54               | —                | —                | —                | —                | —                | —                | —                | —                |                                                                       | Вне альбома                       |
| «Drive Slow» (при участии Paul Wall and GLC)                                | 2006 | —                | —                | —                | —                | —                | —                | —                | —                | —                | —                |                                                                       | Late Registration                 |
| «Classic (Better Than I’ve Ever Been)» (при участии KRS-One, Nas and Rakim) | 2007 | —                | —                | —                | —                | —                | —                | —                | —                | —                | —                |                                                                       | Вне альбома                       |
| «Can’t Tell Me Nothing»                                                     | 2007 | 41               | 20               | 8                | —                | —                | —                | —                | —                | —                | 107              | - RIAA: Платиновый                                                    | Graduation                        |
| «Stronger»                                                                  | 2007 | 1                | 30               | 3                | 2                | 1                | 17               | 2                | 35               | 18               | 1                | - RIAA: 5× Платиновый - ARIA: Платиновый - BPI: Золотой               | Graduation                        |
| «Good Life» (при участии T-Pain)                                            | 2007 | 7                | 3                | 1                | 21               | 23               | 78               | 24               | —                | —                | 23               | - RIAA: Платиновый                                                    | Graduation                        |
| «Flashing Lights» (при участии Dwele)                                       | 2007 | 29               | 12               | 2                | 82               | 54               | —                | 21               | —                | —                | 29               |                                                                       | Graduation                        |
| «Homecoming» (при участии Chris Martin)                                     | 2008 | 69               | 53               | 15               | 32               | 79               | 17               | 5                | 39               | 38               | 9                |                                                                       | Graduation                        |
| «Love Lockdown»                                                             | 2008 | 3                | 26               | —                | 18               | 5                | 8                | 4                | 10               | 18               | 8                | - RIAA: 3× Платиновый - ARIA: Золотой - BPI: Серебряный               | 808s & Heartbreak                 |
| «Heartless»                                                                 | 2008 | 2                | 4                | 1                | 40               | 8                | 37               | 11               | 31               | 46               | 10               | - RIAA: 4× Платиновый - BPI: Серебряный                               | 808s & Heartbreak                 |
| «Amazing» (при участии Young Jeezy)                                         | 2009 | 81               | 65               | 22               | —                | —                | —                | —                | —                | —                | —                |                                                                       | 808s & Heartbreak                 |
| «Paranoid» (при участии Mr Hudson)                                          | 2009 | —                | —                | —                | 90               | —                | —                | —                | —                | —                | —                |                                                                       | 808s & Heartbreak                 |
| «Power»                                                                     | 2010 | 22               | 22               | 14               | 100              | 49               | —                | 30               | —                | —                | 36               | - RIAA: Платиновый                                                    | My Beautiful Dark Twisted Fantasy |
| «Monster» (при участии Jay-Z, Rick Ross, Nicki Minaj and Bon Iver)          | 2010 | 18               | 30               | 15               | —                | 43               | —                | —                | —                | —                | 146              | - RIAA: Платиновый                                                    | My Beautiful Dark Twisted Fantasy |
| «Runaway» (при участии Pusha T)                                             | 2010 | 12               | 30               | 9                | 46               | 13               | —                | —                | —                | 56               | 56               | - RIAA: Золотой - ARIA: Золотой                                       | My Beautiful Dark Twisted Fantasy |
| «Christmas in Harlem» (при участии Cyhi the Prynce and Teyana Taylor)       | 2010 | —                | —                | —                | —                | —                | —                | —                | —                | —                | —                |                                                                       | Вне альбома                       |
| «H•A•M» (при участии Jay-Z)                                                 | 2011 | 23               | 24               | 15               | 78               | 47               | —                | 40               | 53               | —                | 30               | - RIAA: Золотой                                                       | Watch the Throne                  |
| «All of the Lights» (при участии Rihanna)                                   | 2011 | 18               | 2                | 2                | 24               | 53               | —                | 13               | —                | 46               | 15               | - RIAA: 3× Платиновый - ARIA: Платиновый - BPI: Серебряный            | My Beautiful Dark Twisted Fantasy |
| «Otis» (при участии Jay-Z, featuring Otis Redding)                          | 2011 | 12               | 2                | 2                | 42               | 37               | —                | 41               | 73               | 61               | 28               | - RIAA: Платиновый - MC: Золотой                                      | Watch the Throne                  |
| «Lift Off» (при участии Jay-Z, featuring Beyoncé)                           | 2011 | —                | —                | —                | 81               | —                | —                | —                | —                | —                | 48               |                                                                       | Watch the Throne                  |
| «Niggas in Paris» (при участии Jay-Z)                                       | 2011 | 5                | 1                | 1                | 66               | 16               | 40               | 22               | 28               | 43               | 10               | - RIAA: 4× Платиновый - ARIA: Золотой - BPI: Золотой - MC: Платиновый | Watch the Throne                  |
| «Why I Love You» (при участии Jay-Z, featuring Mr Hudson)                   | 2011 | —                | —                | —                | —                | —                | —                | —                | —                | 52               | 87               |                                                                       | Watch the Throne                  |
| «Gotta Have It» (при участии Jay-Z)                                         | 2011 | 69               | 14               | 13               | —                | —                | —                | —                | —                | —                | —                | - RIAA: Золотой                                                       | Watch the Throne                  |
| «No Church in the Wild» (при участии Jay-Z, featuring Frank Ocean)          | 2012 | 72               | 31               | 20               | —                | 92               | —                | 55               | —                | —                | 37               | - RIAA: Золотой                                                       | Watch the Throne                  |
| «Mercy» (при участии Big Sean, Pusha T and 2 Chainz)                        | 2012 | 13               | 1                | 1                | 60               | 46               | —                | —                | —                | —                | 55               | - RIAA: 2× Платиновый                                                 | Cruel Summer                      |
| «Cold» (при участии DJ Khaled)                                              | 2012 | 86               | 69               | —                | —                | 85               | —                | —                | —                | —                | —                |                                                                       | Cruel Summer                      |
| «New God Flow» (при участии Pusha T)                                        | 2012 | 89               | 43               | —                | —                | 66               | —                | —                | —                | —                | —                |                                                                       | Cruel Summer                      |
| «Clique» (при участии Jay-Z and Big Sean)                                   | 2012 | 12               | 2                | 2                | 39               | 17               | —                | —                | 85               | —                | 22               | - RIAA: 2× Платиновый                                                 | Cruel Summer                      |
| «Black Skinhead»                                                            | 2013 | 69               | 21               | 15               | 58               | 66               | —                | 59               | —                | —                | 34               |                                                                       | Yeezus                            |
| «Bound 2»                                                                   | 2013 | 12               | 3                | 3                | 56               | —                | —                | 68               | —                | —                | 55               |                                                                       | Yeezus                            |
| «Blood on the Leaves»                                                       | 2014 | 89               | 27               | 21               | —                | —                | —                | —                | —                | —                | 174              |                                                                       | Yeezus                            |
| «Only One» (при участии Пола Маккартни)                                     | 2014 | 35               | 11               | —                | 8                | 31               | 32               | 43               | 8                | 39               | 28               |                                                                       |                                   |
| «All Day»                                                                   | 2015 | 15               | 6                | 4                | 42               | 28               | 57               | 77               | —                | 64               | 18               |                                                                       |                                   |
| «Famous»                                                                    | 2016 | 34               | 13               | —                | —                | —                | —                | —                | —                | —                | 33               |                                                                       | The Life of Pablo                 |
| «Father Stretch My Hands Pt. I» (при участии Kid Cudi)                      | 2016 | 37               | 14               | —                | —                | —                | —                | —                | —                | —                | 54               |                                                                       | The Life of Pablo                 |
| «Champions»                                                                 | 2016 | 71               | 22               | —                | —                | —                | —                | —                | —                | —                | —                |                                                                       |                                   |
| «Fade»                                                                      | 2016 | 47               | 12               | —                | —                | —                | —                | —                | —                | —                | 50               |                                                                       |                                   |
| «Ye vs. the People»                                                         | 2018 | 85               | —                | —                | —                | —                | —                | —                | —                | —                | —                |                                                                       | The Life of Pablo                 |
| «Yikes»                                                                     | 2018 | 8                | 7                | —                | —                | —                | —                | —                | —                | —                | 10               |                                                                       |                                   |
| «All Mine»                                                                  | 2018 | 11               | 9                | —                | —                | —                | —                | —                | —                | —                | 11               |                                                                       |                                   |
| «I Love It» (при участии Lil Pump & Adele Givens)                           | 2018 | 6                | 5                | —                | —                | —                | —                | —                | —                | —                | 3                |                                                                       |                                   |
| «Follow God»                                                                | 2019 | 7                | 3                | —                | —                | —                | —                | —                | —                | —                | 6                |                                                                       |                                   |
| «Closed on Sunday»                                                          | 2019 | 17               | 8                | —                | —                | —                | —                | —                | —                | —                | 20               |                                                                       |                                   |
| «Wash Us in the Blood»                                                      | 2020 | 49               | —                | —                | —                | —                | —                | —                | —                | —                | 51               |                                                                       |                                   |
| «—» Сингл не попал в чарт или не издавался в данной стране                  |      |                  |                  |                  |                  |                  |                  |                  |                  |                  |                  |                                                                       |                                   |

### Как приглашенный артист
| Название                                                                                           | Год  | Позиции в чартах | Позиции в чартах | Позиции в чартах | Позиции в чартах | Позиции в чартах | Позиции в чартах | Позиции в чартах | Позиции в чартах | Позиции в чартах | Позиции в чартах | Сертификации | Альбом                                     |
| Название                                                                                           | Год  | US               | US R&B           | US Rap           | AUS              | CAN              | GER              | IRL              | NLD              | SWI              | UK               | Сертификации | Альбом                                     |
| -------------------------------------------------------------------------------------------------- | ---- | ---------------- | ---------------- | ---------------- | ---------------- | ---------------- | ---------------- | ---------------- | ---------------- | ---------------- | ---------------- | ------------ | ------------------------------------------ |
| «Welcome 2 Chicago» (Abstract Mindstate при участии Канье Уэста)                                   | 2001 | —                | —                | —                | —                | —                | —                | —                | —                | —                | —                |              | Внеальбомный сингл                         |
| «Get By» (Ремикс) (Талиб Квели при участии Jay-Z, Мос Деф, Канье Уэста и Баста Раймс)              | 2003 | —                | —                | —                | —                | —                | —                | —                | —                | —                | —                |              | Внеальбомный сингл                         |
| «This Way» (Dilated Peoples при участии Канье Уэста)                                               | 2004 | 78               | 41               | 22               | —                | —                | —                | —                | —                | —                | 35               |              | Neighborhood Watch                         |
| «Talk About Our Love» (Брэнди при участии Канье Уэста)                                             | 2004 | 36               | 16               | —                | 28               | —                | 89               | 27               | —                | 42               | 6                |              | Afrodisiac                                 |
| «Hold On» (Ремикс) (Dwele при участии Канье Уэста)                                                 | 2004 | —                | 53               | —                | —                | —                | —                | —                | —                | —                | —                |              | Subject                                    |
| «Higher» (Do or Die при участии Канье Уэста)                                                       | 2004 | —                | 63               | —                | —                | —                | —                | —                | —                | —                | —                |              | D.O.D.                                     |
| «The Food» (Common при участии Канье Уэста)                                                        | 2004 | —                | —                | —                | —                | —                | —                | —                | —                | —                | —                |              | Be                                         |
| «Selfish» (Slum Village при участии Канье Уэста и Джон Ледженд)                                    | 2004 | 55               | 20               | 15               | —                | —                | —                | —                | —                | —                | 129              |              | Detroit Deli (A Taste of Detroit)          |
| «Real Love» (Rell при участии Канье Уэста и Consequence)                                           | 2004 | —                | —                | —                | —                | —                | —                | —                | —                | —                | —                |              | Внеальбомный сингл                         |
| «I Changed My Mind» (Кейша Коул при участии Канье Уэста)                                           | 2004 | 71               | 23               | —                | —                | —                | —                | —                | —                | —                | 48               |              | The Way It Is                              |
| "Down and Out " (Cam'ron при участии Канье Уэста и Syleena Johnson)                                | 2005 | 94               | 29               | 20               | —                | —                | —                | —                | —                | —                | —                |              | Purple Haze                                |
| "The Corner " (Common при участии Канье Уэста и The Last Poets)                                    | 2005 | —                | 42               | —                | —                | —                | —                | —                | —                | —                | 134              |              | Be                                         |
| «Pusha Man» (Bump J. при участии Канье Уэста и Consequence)                                        | 2005 | —                | —                | —                | —                | —                | —                | —                | —                | —                | —                |              | Внеальбомный сингл                         |
| «Wouldn’t You Like to Ride?» (Malik Yusef при участии Канье Уэста и Common)                        | 2005 | —                | —                | —                | —                | —                | —                | —                | —                | —                | 202              |              | The Great Chicago Fire: A Cold Day in Hell |
| «Go!» (Common при участии Канье Уэста и Джона Мейера)                                              | 2005 | 79               | 31               | 21               | —                | —                | —                | —                | —                | —                | 79               |              | Be                                         |
| «Number One» (Джон Ледженд при участии Канье Уэста)                                                | 2005 | —                | 86               | —                | —                | —                | —                | —                | —                | —                | 62               |              | Get Lifted                                 |
| «Brand New» (Rhymefest при участии Канье Уэста)                                                    | 2005 | —                | —                | —                | —                | —                | —                | 30               | —                | —                | 32               |              | Blue Collar                                |
| «Extravaganza» (Джейми Фокс при участии Канье Уэста)                                               | 2006 | —                | 52               | —                | 44               | —                | 99               | —                | —                | —                | 43               |              | Unpredictable                              |
| «Back Like That»(Remix) (Гостфейс Килла при участии Канье Уэста и Ни-Йо)                           | 2006 | —                | —                | —                | —                | —                | —                | 48               | —                | —                | —                |              | More Fish                                  |
| «Grammy Family» (DJ Khaled при участии Канье Уэста, Consequence и Джон Ледженд)                    | 2006 | —                | —                | —                | —                | —                | —                | —                | —                | —                | —                |              | Listennn... the Album                      |
| "Number One " (Фаррелл Уильямс при участии Канье Уэста)                                            | 2006 | 57               | 40               | —                | —                | —                | —                | —                | —                | —                | 31               |              | In My Mind                                 |
| «Wouldn’t Get Far» (The Game при участии Канье Уэста)                                              | 2007 | 64               | 26               | 11               | —                | —                | —                | —                | —                | —                | —                |              | Doctor’s Advocate                          |
| «I Still Love H.E.R.» (Teriyaki Boyz при участии Канье Уэста)                                      | 2007 | —                | —                | —                | —                | —                | —                | —                | —                | —                | —                |              | Serious Japanese                           |
| «This Ain’t a Scene, It’s an Arms Race»(Remix) (Fall Out Boy при участии Канье Уэста)              | 2007 | —                | —                | —                | —                | —                | —                | —                | —                | —                | —                |              | Внеальбомный сингл                         |
| «Because of You» (Remix) (Ни-Йо при участии Канье Уэста)                                           | 2007 | —                | —                | —                | —                | —                | —                | —                | —                | —                | —                |              | Внеальбомный сингл                         |
| «Buy U a Drank»(Remix) (T-Pain при участии Канье Уэста)                                            | 2007 | —                | —                | —                | —                | —                | —                | —                | —                | —                | —                |              | Внеальбомный сингл                         |
| «Anything» (Патти Лабелль при участии Канье Уэста, Consequence и Mary Mary)                        | 2007 | —                | 64               | —                | —                | —                | —                | —                | —                | —                | —                |              | The Gospel According to Patti LaBelle      |
| «Pro Nails» (Kid Sister при участии Канье Уэста)                                                   | 2007 | —                | —                | —                | —                | —                | —                | —                | —                | —                | —                |              | Ultraviolet                                |
| «Finer Things» (DJ Felli Fel при участии Канье Уэста, Джермейн Дюпри, Fabolous и Ни-Йо)            | 2008 | —                | 80               | 8                | —                | —                | —                | —                | —                | —                | —                |              | Внеальбомный сингл                         |
| «American Boy» (Эстель при участии Канье Уэста)                                                    | 2008 | 9                | 55               | —                | 3                | 9                | 5                | 2                | —                | 5                | 1                |              | Shine                                      |
| «Lollipop» Remix (Лил Уэйн при участии Канье Уэста и Static Major)                                 | 2008 | —                | —                | —                | —                | —                | —                | —                | —                | —                | —                |              | Tha Carter III                             |
| «Put On» (Young Jeezy при участии Канье Уэста)                                                     | 2008 | 12               | 3                | 1                | —                | 46               | —                | —                | —                | —                | —                |              | The Recession                              |
| «Everybody» (Fonzworth Bentley при участии Канье Уэста и André 3000)                               | 2008 | —                | —                | —                | —                | —                | —                | —                | —                | —                | —                |              | C.O.L.O.U.R.S.                             |
| «Plastic» (Really Doe при участии Канье Уэста)                                                     | 2008 | —                | —                | —                | —                | —                | —                | —                | —                | —                | —                |              | First Impressions                          |
| «Stay Up! (Viagra)» (88-Keys при участии Канье Уэста)                                              | 2008 | —                | —                | —                | —                | —                | —                | —                | —                | —                | —                |              | The Death of Adam                          |
| «Swagga Like Us» (Jay-Z и T.I. при участии Канье Уэста и Лил Уэйн)                                 | 2008 | 5                | 11               | 4                | —                | 19               | —                | —                | —                | —                | 33               |              | Paper Trail                                |
| «Go Hard» (DJ Khaled при участии Канье Уэста и T-Pain)                                             | 2008 | 69               | 53               | 19               | —                | —                | —                | —                | —                | —                | —                |              | We Global                                  |
| «What It Is» (Sophia Fresh при участии Канье Уэста)                                                | 2008 | —                | —                | —                | —                | —                | —                | —                | —                | —                | —                |              | So Phreakin' Fresh                         |
| «The Big Screen» (GLC при участии Канье Уэста)                                                     | 2009 | —                | —                | —                | —                | —                | —                | —                | —                | —                | —                |              | Внеальбомный сингл                         |
| «Knock You Down» (Кери Хилсон при участии Канье Уэста и Ни-Йо)                                     | 2009 | 3                | 1                | —                | 24               | 9                | 30               | 2                | 1                | —                | 5                |              | In a Perfect World...                      |
| «Kinda Like a Big Deal» (Clipse при участии Канье Уэста)                                           | 2009 | —                | —                | —                | —                | —                | —                | —                | —                | —                | —                |              | Til the Casket Drops                       |
| «Walkin' on the Moon» (The-Dream при участии Канье Уэста)                                          | 2009 | 87               | 38               | —                | —                | —                | —                | —                | —                | —                | —                |              | Love vs. Money                             |
| «Gifted» (N.A.S.A. при участии Канье Уэста, Сантиголд, Люкке Ли)                                   | 2009 | —                | —                | —                | —                | —                | —                | —                | —                | —                | —                |              | The Spirit of Apollo                       |
| «Supernova» (Mr Hudson при участии Канье Уэста)                                                    | 2009 | —                | —                | —                | —                | —                | 47               | 2                | —                | —                | 2                |              | Straight No Chaser                         |
| «Maybach Music 2» (Рик Росс при участии Канье Уэста, T-Pain и Лил Уэйн)                            | 2009 | 92               | 54               | —                | —                | —                | —                | —                | —                | —                | —                |              | Deeper Than Rap                            |
| «Make Her Say» (Кид Кади при участии Канье Уэста и Common)                                         | 2009 | 43               | 39               | 11               | 62               | 78               | 85               | —                | —                | —                | 67               |              | Man on the Moon: The End of Day            |
| «Digital Girl» Remix (Джейми Фокс при участии Канье Уэста, The-Dream и Дрейк)                      | 2009 | 92               | 38               | —                | —                | —                | —                | —                | —                | —                | —                |              | Intuition                                  |
| «Run This Town» (Jay-Z при участии Канье Уэста и Рианны)                                           | 2009 | 2                | 3                | 1                | 9                | 6                | 18               | 3                | —                | 9                | 1                |              | The Blueprint 3                            |
| «Forever» (Дрейк при участии Канье Уэста, Лил Уэйн и Эминема)                                      | 2009 | 8                | 2                | 1                | 99               | 26               | —                | 41               | —                | 68               | 42               |              | Саундтрек к фильму More Than a Game        |
| «Whatever You Want» (Consequence при участии Канье Уэста и Джона Ленджена)                         | 2009 | —                | —                | —                | —                | —                | —                | —                | —                | —                | —                |              | Внеальбомный сингл                         |
| «Live Fast, Die Young» (Рик Росс при участии Канье Уэста)                                          | 2010 | —                | 89               | —                | —                | —                | —                | —                | —                | —                | —                |              | Teflon Don                                 |
| «Erase Me» (Кид Кади при участии Канье Уэста)                                                      | 2010 | 22               | —                | —                | 60               | 12               | —                | 49               | —                | —                | 56               |              | Man on the Moon: The End of Day            |
| «Alors on danse» Remix (Stromae при участии Канье Уэста и Gilbere Forte)                           | 2010 | —                | —                | —                | 79               | —                | —                | —                | —                | —                | —                |              | Внеальбомный сингл                         |
| «Deuces» Remix (Крис Браун при участии Канье Уэста, Дрейка и André 3000)                           | 2010 | —                | —                | —                | —                | —                | —                | —                | —                | —                | —                |              | Внеальбомный сингл                         |
| "In for the Kill " Remix (La Roux при участии Канье Уэста)                                         | 2010 | —                | —                | —                | —                | —                | —                | —                | —                | —                | —                |              | Внеальбомный сингл                         |
| «Start It Up» (Ллойд Бэнкс при участии Канье Уэста, Ryan Leslie, Swizz Beatz и Fabolous)           | 2010 | —                | 52               | 20               | —                | —                | —                | —                | —                | —                | —                |              | H.F.M. 2 (The Hunger for More 2)           |
| «Hurricane 2.0» (Thirty Seconds to Mars при участии Канье Уэста)                                   | 2011 | —                | —                | —                | 67               | —                | 45               | —                | —                | —                | 193              |              | This Is War                                |
| «E.T.» (Кэти Перри при участии Канье Уэста)                                                        | 2011 | 1                | 83               | —                | 5                | 1                | 9                | 5                | —                | —                | 3                |              | Teenage Dream                              |
| «Marvin & Chardonnay» (Big Sean при участии Канье Уэста и Roscoe Dash)                             | 2011 | 32               | 1                | 4                | —                | —                | —                | —                | —                | —                | —                |              | Finally Famous                             |
| «Amen» (Pusha T при участии Канье Уэста и Young Jeezy)                                             | 2011 | —                | —                | —                | —                | —                | —                | —                | —                | —                | —                |              | Fear of God II: Let Us Pray                |
| «I Wish You Would» (DJ Khaled при участии Канье Уэста и Rick Ross)                                 | 2012 | 78               | 37               | 19               | —                | —                | —                | —                | —                | —                | —                |              | Kiss the Ring                              |
| «Pride N Joy» (Fat Joe при участии Канье Уэста, Мигель, Jadakiss, Roscoe Dash, Mos Def, DJ Khaled) | 2012 | —                | 81               | —                | —                | —                | —                | —                | —                | —                | —                |              | Внеальбомный сингл                         |
| «Birthday Song» (2 Chainz при участии Канье Уэста)                                                 | 2012 | 47               | 10               | 7                | —                | —                | —                | —                | —                | —                | —                |              | Based on a T.R.U. Story                    |
| «Another You» (The World Famous Tony Williams при участии Канье Уэста)                             | 2012 | —                | —                | —                | —                | —                | —                | —                | —                | —                | —                |              | King or the Fool                           |
| «Diamonds Remix» (Рианна при участии Канье Уэста)                                                  | 2012 | —                | —                | —                | —                | —                | —                | —                | —                | —                | —                |              | Внеальбомный сингл                         |
| «Scape Goat (The Fix)» (D’banj при участии Канье Уэста)                                            | 2013 | —                | —                | —                | —                | —                | —                | —                | —                | —                | —                |              | D’Kings Men                                |
| «Thank You» (Busta Rhymes при участии Канье Уэста, Q-Tip и Лил Уэйн)                               | 2013 | —                | —                | —                | 52               | —                | —                | 87               | —                | —                | 13               |              | E.L.E.2 (Extinction Level Event 2)         |
| «I Won» (Future при участии Канье Уэста)                                                           | 2014 | 98               | 26               | 17               | —                | —                | —                | —                | —                | —                | 169              |              | Honest                                     |
| «Blessings» (Big Sean при участии Дрейк и Канье Уэста)                                             | 2015 | 28               | 10               | 5                | —                | 77               | —                | —                | —                | —                | 139              |              | Dark Sky Paradise                          |
| «U Mad» (Vic Mensa при участии Канье Уэста)                                                        | 2015 | —                | —                | —                | —                | —                | —                | —                | —                | —                | —                |              | Traffic                                    |
| «One Minute» (XXXTentacion при участии Канье Уэста и Трэвиса Баркера)                              | 2018 | 62               | —                | 23               | —                | 69               | —                | —                | —                | —                | 30               |              | Skins                                      |
| «Mixed Personalities» (YNW Melly при участии Канье Уэста)                                          | 2019 | 42               | 19               | —                | —                | —                | —                | —                | —                | —                | 97               |              | Внеальбомный сингл                         |
| «Ego Death» (Ty Dolla $ign при участии Канье Уэста, FKA twigs & Skrillex)                          | 2020 | —                | —                | —                | —                | —                | —                | —                | —                | —                | 34               |              | Внеальбомный сингл                         |
| «—» Сингл не попал в чарт или не издавался в данной стране                                         |      |                  |                  |                  |                  |                  |                  |                  |                  |                  |                  |              |                                            |

- недостающие ссылки на все чарты и прочее вы можете найти в английской версии данной статьи